# Apogon pseudomaculatus
Apogon pseudomaculatus es una especie de pez de la familia de los apogónidos en el orden de los perciformes.

## Morfología
Los machos pueden llegar a alcanzar los 11 cm de longitud total.

## Distribución geográfica
Se encuentran en el Atlántico occidental: desde Canadá hasta Nueva Inglaterra, Bermudas, Bahamas y el sur del Brasil, incluyendo el Golfo de México.